# Deuxième circonscription de Sfax
La deuxième circonscription de Sfax (Sfax 2) est une ancienne circonscription électorale tunisienne qui couvre une partie du gouvernorat de Sfax.
En 1969, le gouvernorat de Sfax est divisé en trois circonscriptions puis, à partir de 1974, en deux circonscriptions, à l'exception des élections de 1986 où il n'y a qu'une seule circonscription.
Le décret-loi no 2022-55 du 15 septembre 2022 la redécoupe.

## Résultats électoraux
Voici les résultats des élections constituantes tunisiennes de 2011 pour la circonscription ; la liste donne les partis ayant obtenu au moins un siège :
| Parti          | Parti                                                              | Voix    | %     | Sièges |
| -------------- | ------------------------------------------------------------------ | ------- | ----- | ------ |
|                | Ennahdha                                                           | 81 702  | 37,85 | 4      |
|                | Congrès pour la République                                         | 28 099  | 13,02 | 1      |
|                | Pétition populaire pour la liberté, la justice et le développement | 19 107  | 8,85  | 1      |
|                | Liste indépendante « Voix de l'indépendant »                       | 13 320  | 6,17  | 1      |
|                | Ettakatol                                                          | 13 028  | 6,04  | 1      |
|                | Afek Tounes                                                        | 5 303   | 2,46  | 1      |
| Inscrits       | Inscrits                                                           | 414 602 | 100   | 9      |
| Votants        | Votants                                                            | 223 841 |       | -      |
| Exprimés       | Exprimés                                                           | 215 847 | 100   | -      |
| Blancs et nuls | Blancs et nuls                                                     | 7 994   |       | -      |

## Représentants

### Constituants
|  | Nom                  | Image | Parti                                                                           |
|  | -------------------- | ----- | ------------------------------------------------------------------------------- |
|  | Habib Ellouze        |       | Ennahdha                                                                        |
|  | Kalthoum Badreddine  |       | Ennahdha                                                                        |
|  | Badreddine Abdelkefi |       | Ennahdha                                                                        |
|  | Habiba Triki         |       | Ennahdha                                                                        |
|  | Abdelwahab Maatar    |       | Congrès pour la République                                                      |
|  | Chokri Yaïche        |       | Afek Tounes, Al Joumhouri, Nidaa Tounes puis indépendant                        |
|  | Moez Kammoun         |       | Pétition populaire pour la liberté, la justice et le développement puis Al Amen |
|  | Jalel Bouzid         |       | Ettakatol                                                                       |
|  | Slaheddine Zahaf     |       | Voix de l'indépendant puis Al Joumhouri                                         |

### Députés
|  | Nom                    | Parti                               |
|  | ---------------------- | ----------------------------------- |
|  | Mansour Moalla         | Parti socialiste destourien         |
|  | Mohamed Hamda Ben Amor | Parti socialiste destourien et UGTT |

|  | Nom             | Parti                               |
|  | --------------- | ----------------------------------- |
|  | Habib Achour    | Parti socialiste destourien et UGTT |
|  | Hessine Bellaâj | Parti socialiste destourien         |

|  | Nom                | Parti                               |
|  | ------------------ | ----------------------------------- |
|  | Habib Achour       | Parti socialiste destourien et UGTT |
|  | Ali Sellami        | Parti socialiste destourien         |
|  | Mohamed Ben Mosbah | Parti socialiste destourien         |
|  | Hassen Hammoudia   | Parti socialiste destourien et UGTT |
|  | Abdallah Agrebi    | Parti socialiste destourien         |

|  | Nom             | Parti                       |
|  | --------------- | --------------------------- |
|  | Hédi Zeghal     | Parti socialiste destourien |
|  | M'hammed Chaker | Parti socialiste destourien |
|  | Ammar Sellami   | Parti socialiste destourien |
|  | Mohamed Mâalej  | Parti socialiste destourien |

|  | Nom                | Parti                                                 |
|  | ------------------ | ----------------------------------------------------- |
|  | M'hammed Chaker    | Front national (Parti socialiste destourien)          |
|  | Abderrazak Ghorbal | Front national (Union générale tunisienne du travail) |
|  | Sarra Chaabouni    | Front national (Parti socialiste destourien)          |
|  | Ahmed Sellami      | Front national (Parti socialiste destourien)          |
|  | Sadok Besbes       | Front national (Union générale tunisienne du travail) |

|  | Nom                 | Parti                                      |
|  | ------------------- | ------------------------------------------ |
|  | Mohamed Baccour     | Rassemblement constitutionnel démocratique |
|  | Houda Kanoun        | Rassemblement constitutionnel démocratique |
|  | Ahmed Sahnoun       | Rassemblement constitutionnel démocratique |
|  | Abdesselam Ben Ayed | Rassemblement constitutionnel démocratique |

|  | Nom                  | Parti                                      |
|  | -------------------- | ------------------------------------------ |
|  | Kamel Haj Sassi      | Rassemblement constitutionnel démocratique |
|  | Kacem Ben Khelifa    | Rassemblement constitutionnel démocratique |
|  | Houda Kanoun         | Rassemblement constitutionnel démocratique |
|  | Mohamed Khrouf       | Rassemblement constitutionnel démocratique |
|  | Mohamed Ben Abdallah | Rassemblement constitutionnel démocratique |

|  | Nom                     | Parti                                      |
|  | ----------------------- | ------------------------------------------ |
|  | Abdallah Kallel         | Rassemblement constitutionnel démocratique |
|  | Ghoulem Debbache        | Rassemblement constitutionnel démocratique |
|  | Tahar Kammoun           | Rassemblement constitutionnel démocratique |
|  | Abdesselam Affes        | Rassemblement constitutionnel démocratique |
|  | Amel Ben Jemaâ Ben Daly | Rassemblement constitutionnel démocratique |
|  | Abderrahman Ben Brahim  | Rassemblement constitutionnel démocratique |
|  | Abderrahman Boukricha   | Rassemblement constitutionnel démocratique |

|  | Nom                     | Parti                                      |
|  | ----------------------- | ------------------------------------------ |
|  | Moncef Abdelhedi        | Rassemblement constitutionnel démocratique |
|  | Tahar Kammoun           | Rassemblement constitutionnel démocratique |
|  | Amel Ben Jemaâ Ben Daly | Rassemblement constitutionnel démocratique |
|  | Abdesselam Affes        | Rassemblement constitutionnel démocratique |
|  | Emna Ben Arab           | Rassemblement constitutionnel démocratique |
|  | Abdeljaoued Mghaieth    | Rassemblement constitutionnel démocratique |
|  | Farh Souid              | Rassemblement constitutionnel démocratique |
|  | Souheil Bahri           | Parti de l'unité populaire                 |

|  | Nom                  | Parti                                      |
|  | -------------------- | ------------------------------------------ |
|  | Mohamed Abdelmalek   | Rassemblement constitutionnel démocratique |
|  | Abdeljaoued Mghaieth | Rassemblement constitutionnel démocratique |
|  | Emna Ben Arab        | Rassemblement constitutionnel démocratique |
|  | Ekram Makni          | Rassemblement constitutionnel démocratique |
|  | Abdellatif Zayani    | Rassemblement constitutionnel démocratique |
|  | Nabil Triki          | Rassemblement constitutionnel démocratique |
|  | Boubaker El Euch     | Rassemblement constitutionnel démocratique |
|  | Faten Hafiane        | Rassemblement constitutionnel démocratique |
|  | Mohamed Dalansi      | Mouvement des démocrates socialistes       |